# یانه (استان وارمی-ماسوری)
یانه (به لاتین: Jany) یک روستا در لهستان است که در گمینا گووداپ واقع شده‌است.